# هوما بی، کنیا
هوما بی (به انگلیسی: Homa Bay) شهری در استان نیانزا واقع در کشور کنیا است که در سال ۱۹۹۹ میلادی ۳۲٫۱۷۴ نفر جمعیت داشته و جمعیت آن در سال ۲۰۰۵ میلادی به ۴۷٫۷۵۸ نفر رسیده‌است.